# Sonja Lang
Sonja Lang (ur. 1978 Moncton) – kanadyjska zawodowa tłumaczka, esperantystka, twórczyni języka planowego toki pona, w swej filozofii języka opartego na zasadach taoizmu.